# Nephrotoma angustifrons
Nephrotoma angustifrons är en tvåvingeart som beskrevs av Edwards 1934. Nephrotoma angustifrons ingår i släktet Nephrotoma och familjen storharkrankar. Inga underarter finns listade i Catalogue of Life.